# خربة الدوير (حاصبيا)
خربة الدوير هي إحدى القرى اللبنانية من قرى قضاء حاصبيا في محافظة النبطية.